# Alberto Toscano
Alberto Toscano (Novara, 25 marzo 1948) è un giornalista, saggista e politologo italiano.

## Biografia
Laureato in Scienze politiche all'Università statale di Milano nel 1973, è dal 1974 al 1979 collaboratore per la politica estera del quotidiano torinese La Gazzetta del Popolo e dal 1978 al 1982 collaboratore del quotidiano romano Paese Sera. Dal 1974 al 1982 è ricercatore dell'Istituto per gli Studi di Politica internazionale (ISPI) di Milano e, in tale veste, redattore del settimanale Relazioni Internazionali, edito dall'ISPI; tra il 1978 e il 1982 è responsabile del settore Asia meridionale ed Estremo oriente dell'Ispi. Nel periodo 1977-1978 frequenta a Parigi lo stage di un anno Journalistes en Europe, diretto da Hubert Beuve-Méry e da Philippe Viannay al CFPJ (Centre de formation et de perfectionnement des journalistes).
Tra il 1979 e il 1982 è assistente presso la cattedra di Storia contemporanea alla facoltà di Scienze politiche all'Università statale di Milano. Nel 1982 si trasferisce a Roma per divenire caposervizio esteri del settimanale Rinascita, da cui passa nel 1983 alla redazione esteri del quotidiano L'Unità per il quale è inviato speciale in Europa e Medio Oriente.
Nel periodo dal 1986 al 1991 è corrispondente per il quotidiano ItaliaOggi da Parigi, città in cui si trasferisce e vive tuttora. Corrispondente dalla Francia e inviato speciale del quotidiano L'Indipendente nel periodo 1991-1993, è poi dal 1994 al 2010 collaboratore dalla Francia per vari media scritti e audiovisivi italiani, tra cui Il Giornale. È opinionista per programmi televisivi in Francia sulle reti France 5 (trasmissione "C dans l'air") e LCI (trasmissione "Vu d'ailleurs"). Sempre in Francia collabora con le reti radio Europe 1 e France Culture, oltre che col quotidiano cattolico La Croix e con la rivista Historia. Per la stampa scritta italiana è editorialista di politica estera del quotidiano veronese L'Arena, collaboratore dell'Agenzia giornali associati (Aga) di Roma, di ItaliaOggi, del Corriere di Novara, di Radio Rai e di Radio radicale.
Dal 2013 tiene corsi e lezioni alla facoltà di Scienze politiche dell'Università di Bordeaux. Membro dal 2010 dell'Ufr (unità di formazione e ricerca) dell'Università della Sorbona di Parigi per la lingua italiana, fa anche parte della commissione istituita dal ministero francese dell'Educazione nazionale per la riforma dell'insegnamento delle lingue straniere (2011-2012).
Nel 2012 ha partecipato al film francese "Looking for Nicolas Sarkozy". Nel marzo 2015 è stato, al Teatro Parioli di Roma, tra i protagonisti della pièce teatrale "Incontri con la storia. Processo a François Mitterrand".
Presidente dell'Associazione stampa estera in Francia (APE) nel periodo 1996-97, è dal 2000 presidente del Club de la Presse européenne (associazione della stampa europea in Francia) e dal 2007 membro del consiglio d'amministrazione dell'Unione internazionale della stampa francofona (UPF). È presidente onorario dell'Associazione culturale Piero Piazzano di Novara (di cui è stato fondatore nel 2000), che attribuisce ogni anno il Premio Piazzano a giovani giornalisti scientifici.
È stato insignito nel 2004 dal presidente Jacques Chirac del titolo di cavaliere dell'Ordine nazionale del merito della Repubblica francese e nel 2013 dal presidente Giorgio Napolitano del titolo di cavaliere dell'Ordine del merito della Repubblica italiana. Nel 2000 ha ricevuto il Premio Asti di giornalismo. Nel 2010 ha avuto il Premio dell'iniziativa europea, attribuito dalla Maison de l'Europe di Parigi e dal Parlamento europeo.
Nel 2007 la città di Galliate, in cui ha vissuto fino al 1967, lo ha scelto come “galliatese dell'anno”.

## Curiosità
È collezionista di giornali antichi francesi e italiani, che sono stati in parte donati al Musée des Invalides di Parigi. Ha organizzato nel 1994 l'esposizione di giornali antichi "L'Italie à la une" all'Istituto culturale francese di Torino, che traccia la percezione francese delle vicende italiane tra il 1796 e il 1918. Tra il dicembre 2014 e il gennaio 2015 si è svolta all'Istituto culturale italiano di Parigi l'esposizione di 150 giornali della sua collezione, che illustrano lo sguardo reciproco tra Francia e Italia negli anni della Prima Guerra mondiale. Tale esposizione (che era stata inserita nel programma ufficiale delle celebrazioni del centenario della Prima Guerra mondiale, presentato dal presidente François Hollande all'Eliseo nel novembre 2013), è stata poi presentata alla Biblioteca Sormani di Milano, al palazzo del Broletto di Novara, alla Biblioteca comunale di Asti, all'Università di Nantes, a Palazzo della Loggia a Brescia e al castello di Iseo. Nell'estate 2015 ha realizzato per conto del comune di Parigi l'esposizione di giornali francesi sulla fine della Seconda guerra mondiale (intitolata "Dalla liberazione di Parigi a Hiroshima e Nagasaki"), che è stata presentata al municipio della capitale francese. Nel maggio 2016 ha presentato al castello di Galliate l'esposizione di giornali italiani e francesi del 1936 dal titolo "L'alba della Repubblica". Nel giugno 2016 ha realizzato alla biblioteca comunale di Asti l'esposizione "Il 1936 attraverso lo sguardo della stampa francese dell'epoca" e al municipio del XIII arrondissement di Parigi l'esposizione sullo sguardo reciproco franco-italiano nel campo dello sport. Nel dicembre 2016 ha realizzato alla sede del IX arrondissement l'esposizione sugli anni 1936-1937 attraverso lo sguardo della stampa francese dell'epoca.

## Opere
- Terzo Mondo: dal neutralismo al non-allineamento, Moizzi editore, Milano, 1976 (opera collettiva)
- La Cina compie il miliardo, edizioni Il Corriere del Ticino, Lugano, 1980.
- Indira Gandhi, Marzorati, Milano, 1980
- Magda Abbiati, Enrica Collotti Pischel, Marta Dassù, Roberto Palmieri, Ada Princigalli, Emilio Sarzi Amadé e Alberto Toscano, Dossier sulla Cina del "dopo Mao", in Critica Marxista, Vol. 19, Editori Riuniti, 1981,  pp. 21-67.
- L'India oggi, Franco Angeli, Bologna, 1984 (opera collettiva, diretta da Enrica Collotti Pischel), Prix Iglesias 1985.
- La frontiera difficile. Relazioni Urss-Cina, Editori Riuniti, Roma, 1986 (opera collettiva).
- La modernizzazione in Asia e in Africa, Editoriale Viscontea, Università di Pavia, 1989 (opera collettiva)
- L'Italie aujourd'hui, situation et perspectives après le séisme des années 1990, opera collettiva, L'Harmattan, Parigi, 2004.
- France-Italie. Coups de tête, coups de cœur, Editions Tallandier, Parigi, 2006.
- Critique amoureuse des Français, Hachette Littératures, Parigi, 2009 (edizione tascabile nel 2010).
- Critica amorosa dei Francesi (traduzione di "Critique amoureuse des Français"), prefazione di Corrado Augias, Edizioni Interlinea di Novara, 2011.
- Vive l'Italie. Quand les Français se passionnaient pour l'unité Italienne, Armand Colin, Parigi, 2010.
- Ces Gaffeurs qui nous gouvernent, Editions Fayard, Parigi, 2011.
- Voce Italie del Dictionnaire des Sexualités, Editions Robert Laffont, Parigi, 2014.
- Sacrés Italiens! Armand Colin, Parigi, 2014
- Benedetti Italiani! Della Porta Editore, Pisa, 2014
- I Giornali della Grande guerra - Les journaux de la Grande guerra, Istituto italiano di cultura - Mission du centenaire de la Première Guerre mondiale, Parigi, 2014
- Sihanouk e gli equilibri asiatici, Giuffré editore, Milano, 2014.
- Les Solidarités, sous la direction de Michel Wieviorka, Editions Sciences humaines, Parigi, 2017.
- Un vélo contre la barbarie nazie. L'incroyable destin du champion Gino Bartali, Armand Colin, Parigi, 2018.
- Ti amo Francia: De Léonard de Vinci à Pierre Cardin, ces Italiens qui ont fait la France, Armand Colin, Parigi, 2019
- Gli italiani che hanno fatto la Francia, Baldini-Castoldi, Milano, 2020.